# Illa des Ravells
L'illa des Ravells es troba a la badia de Fornells, a Menorca.
Té una extensió de 0,40 hectàrees, està a una distància de 245 m de Menorca i la seva altitud màxima és de 7,83 m.